# Ката-Тьюта — Ольга
О́лга (англ. Mount Olga) или Ката-Тьюта — Гора Ольга (англ. Kata Tjuta / Mount Olga) — самая большая вершина в группе из 36 куполообразных скальных образований, высота которой, по одним данным 1066 м, по другим — 545,4 м. В переводе с языка коренных жителей (англ. Anangu) Австралии название Ката-Тьюта переводится как «Много голов».
Скальное образование находится к северу от горной цепи Масгрейв и представляет собой конгломераты осадочных горных пород, состоящие из гравия, гальки, булыжников и глыб, сцементированных песком, донными отложениями и грязью.
Ката Тьюта была открыта и исследована европейцами в конце XIX века, является одной из основных достопримечательностей «Национального парка Улуру — Ката-Тьюта», объявленного ЮНЕСКО объектом «Всемирного наследия».

## Геология
В земной коре, около 900 миллионов лет назад, в углублениях почвы скапливалась вода, образуя неглубокие моря. На их дне, слой за слоем, нарастали осадки разного происхождения, этот процесс продолжался несколько миллионов лет. Геологическое образование Ката-Тьюта находится в районе большого кратонического осадочного бассейна в центральной Австралии Амадиус (англ. Amadeus Basin) — впадине, образовавшейся севернее Аделаиды, примерно 850—800 миллионов лет назад.

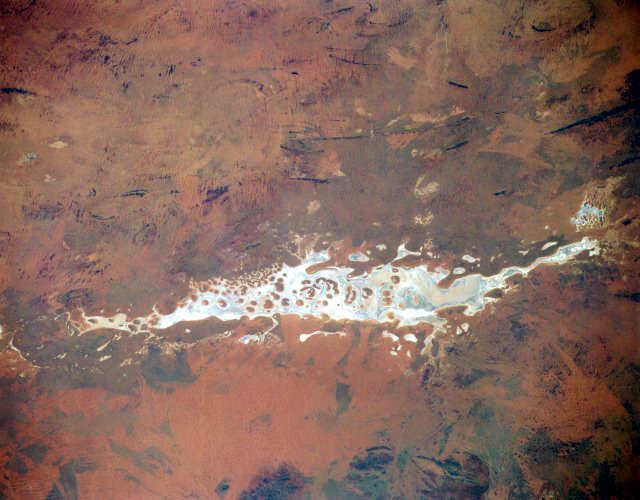
Озеро Амадиус

В ходе формирования земной коры, вулканической деятельности, окружающие моря высыхали и появлялись вновь, горы разрушались, большое количество осадочных пород вымывалось водой, попутно формируя аллювиальные отложения, моря накрывали слой аркозов и мелких конгломератов новыми отложениями.
В эпоху горообразования Петермана (Petermann Orogeny), около 550 миллионов лет назад, произошло перемещение горных пород, так называемый надвиг Вудрофф (Wodroff Thrust) — смещение гранулитовой фации пород на север, перекрывшее мелкую метаморфическую породу. На дне мелкого моря наслаивались донные аллювиальные отложения толщиной не менее 2,5 км, накрытые сверху песком, грязью и остатками морских существ. Они постепенно сжимались и цементировались под весом отложений, формируя аркозы, состоящие из осадочных пород, грубого гравия и конгломерата.
Море отступило в период от 400 до 300 миллионов лет назад, и слежавшаяся порода вновь подвергалась деформации. Вследствие вулканической деятельности часть пород выступила над линией горизонта, и видимая область скальных образований поднялась над уровнем моря. Конгломераты Ката-Тьюта из осадочных горных пород (базальт, порфир, гранит, гнейс), гравия, гальки, булыжников и вулканических глыб, сцементированных песком и грязью, наклонены на 15—20 градусов по отношению к горизонтальным породам, уходящим вглубь земли. Ката-Тьюта является видимой частью огромных каменных плит, которые простираются далеко под землю. Возможно, они уходят на глубину до 6 километров.
Климат, влажный в доисторические времена, впоследствии становится более сухим. Песок под воздействием ветра укрывает отложения тонким слоем. Эрозия более медленными темпами продолжается в настоящее время. Песчаная поверхность скал быстро выветривается и размывается.
Климат
В регионе большую часть года стоит сухая и жаркая погода с характерными для пустыни перепадами дневных и ночных температур. С мая по июнь (зимний период) днём довольно прохладно, ночью температура может опуститься ниже нулевой отметки. В 1997 году на Улуру даже выпадал снег. Самый жаркий месяц — декабрь, дневной максимум составляет 40-43˚ С. Часто случаются засухи, количество осадков колеблется, не превышая показателя 300 мм в год.
Водопады
В этом регионе редко идут дожди — два-три раза в год. Когда начинается ливень, с вершины скалы сбегает большое количество воды, создаётся иллюзия, что с горы падают многочисленные водопады. По мере того, как скала намокает, её цвет изменяется, постепенно приобретая различные оттенки: от серого до красного, темно-красного или коричневого.

## История
Первым европейцем, увидевшим Ката-Тьюту, был исследователь Эрнест Джайлс, возглавлявший в 1872 году геологическую партию. Около Кингс-Каньона работники заметили на горизонте вершины скал.
Название
Благодаря просьбе известного австралийско-немецкого натуралиста и врача барона фон Мюллера, скалу назвали в честь королевы Ольги, жены немецкого короля Карла I Вюртембергского. Дочь российского императора Николая I, родившаяся и выросшая в Санкт-Петербурге, была отдана замуж за наследного принца в 1846 году, став королевой Ольгой Вюртембергской. В 1871 году они отпраздновали двадцатипятилетие своей свадьбы.
Каменный массив имел официальное название — скала Ольга (англ. Mount Olga) до 1993 года, в англоязычных атласах эта гора нередко указывается как Olgas, что в буквальном переводе звучит как Ольгина. Затем ему было присвоено двойное имя: Mount Olga / Kata Tjuta. В 2002 году было принято решение поставить оригинальное имя первым: Kata Tjuta / Mount Olga. «Кaтa Тьюта» и «гора Ольга» являются приемлемыми названиями для геологического чуда, тогда как в парке всегда используется оригинальное название: Ката Тьюта.
Священное место
Народности, населяющие окрестные территории считают, что скала Ката Тьюта охраняется духами. Тени предков настолько чувствительны к какой-либо деятельности, что возле неё нельзя называть даже их имена.

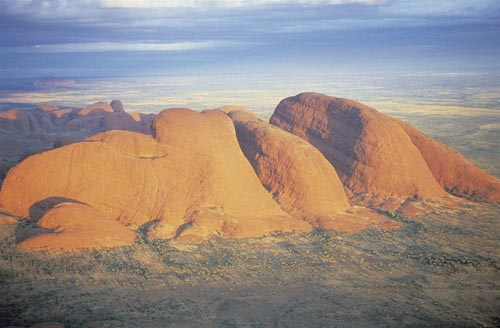
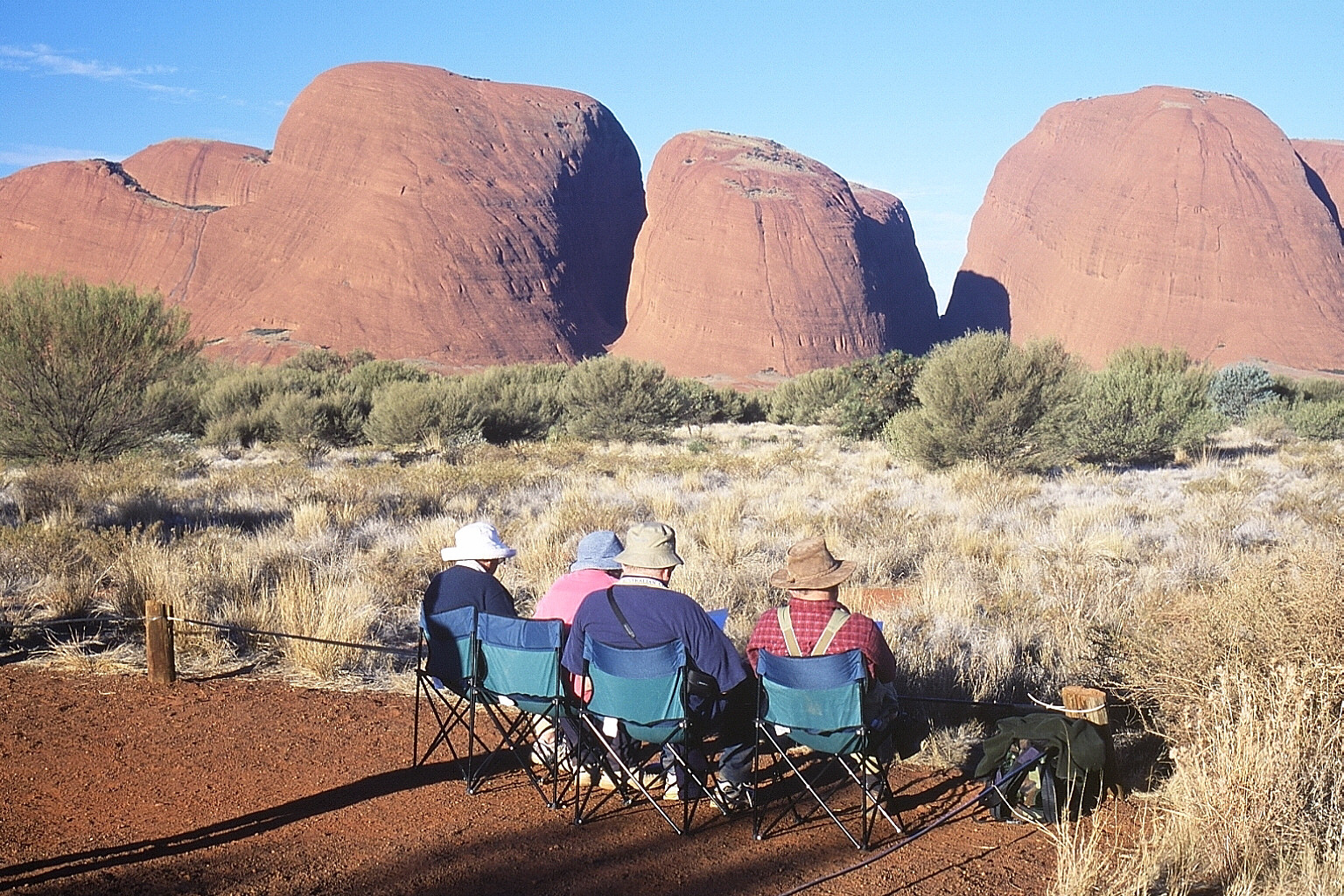
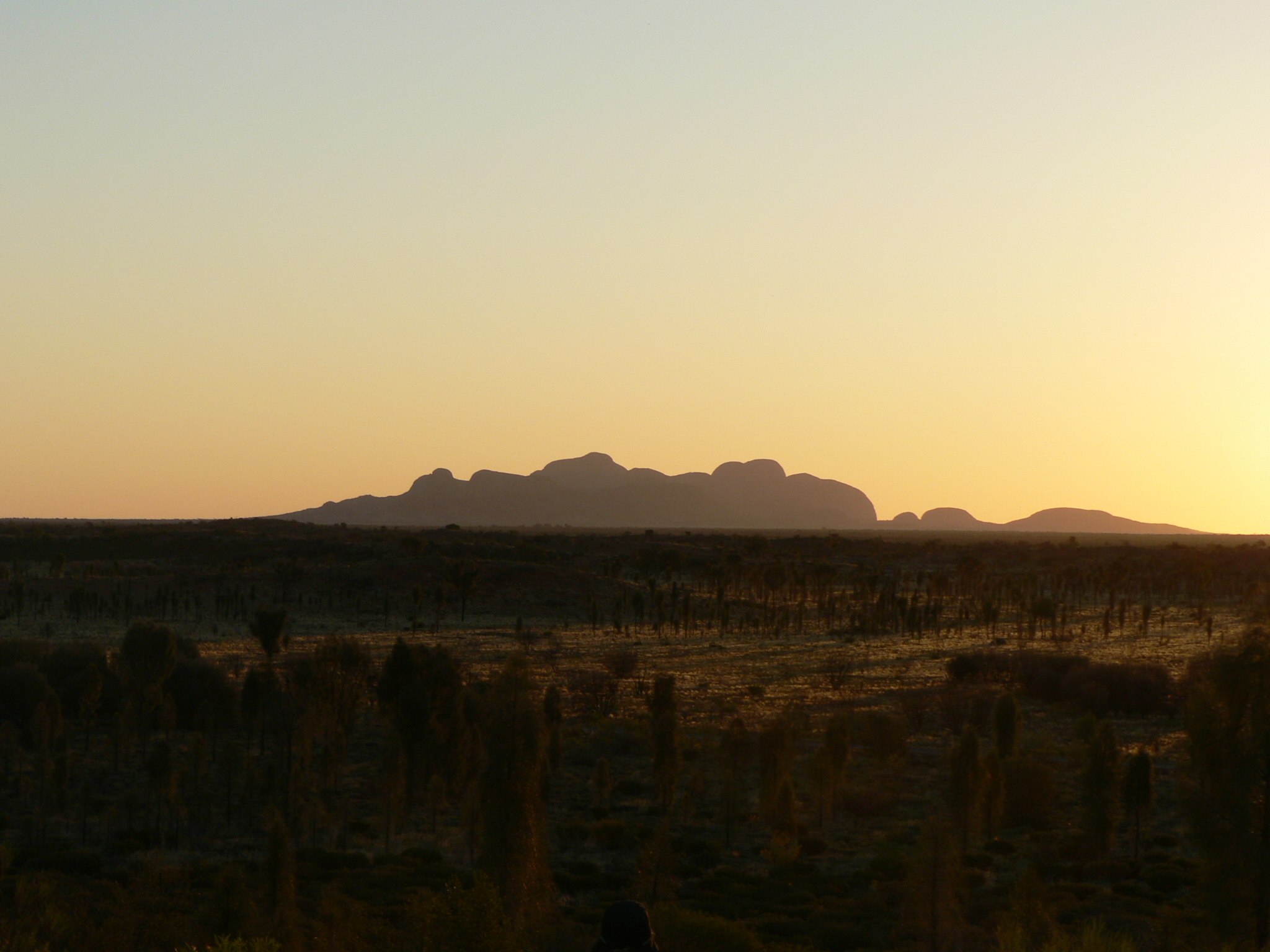
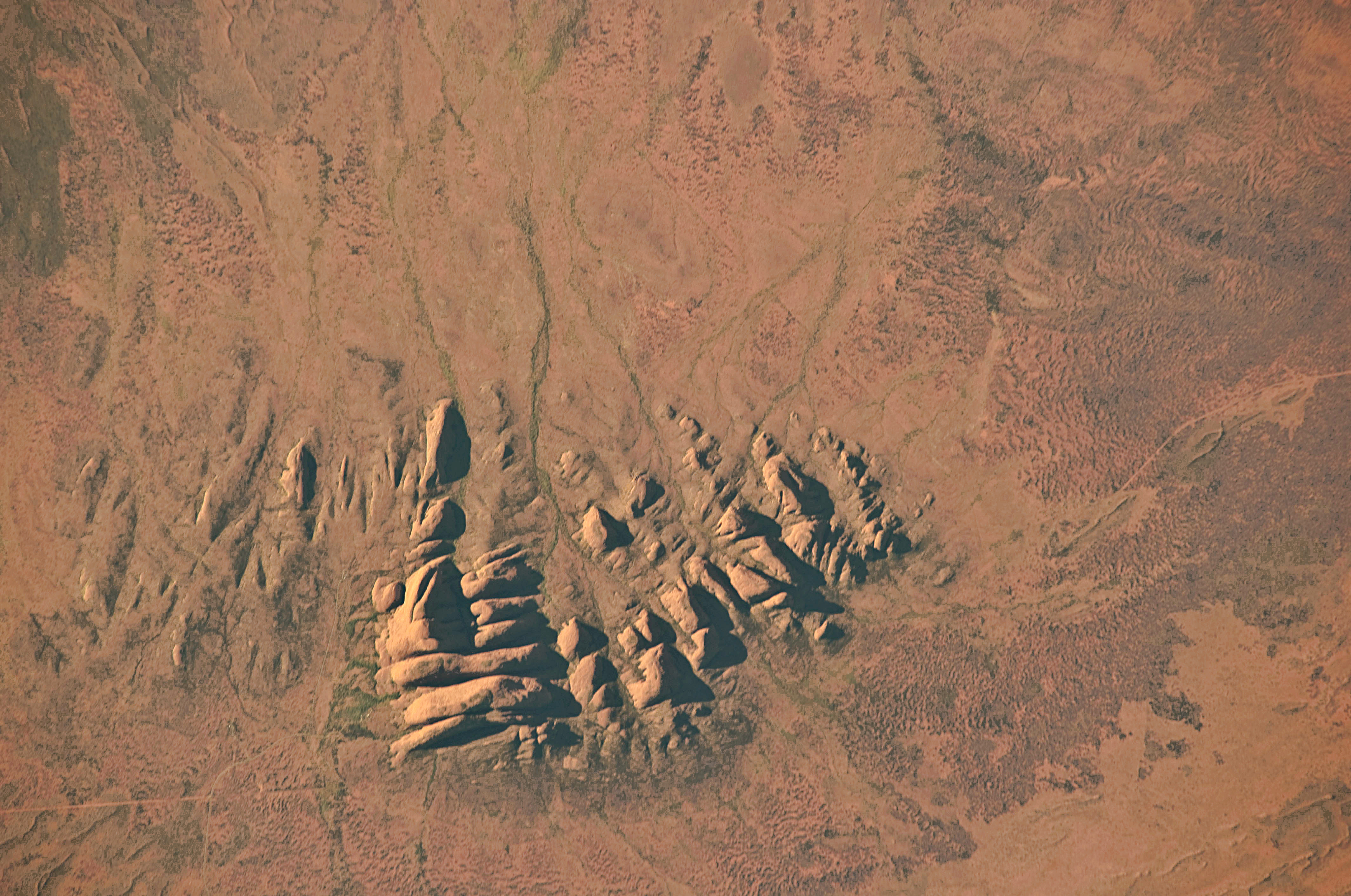
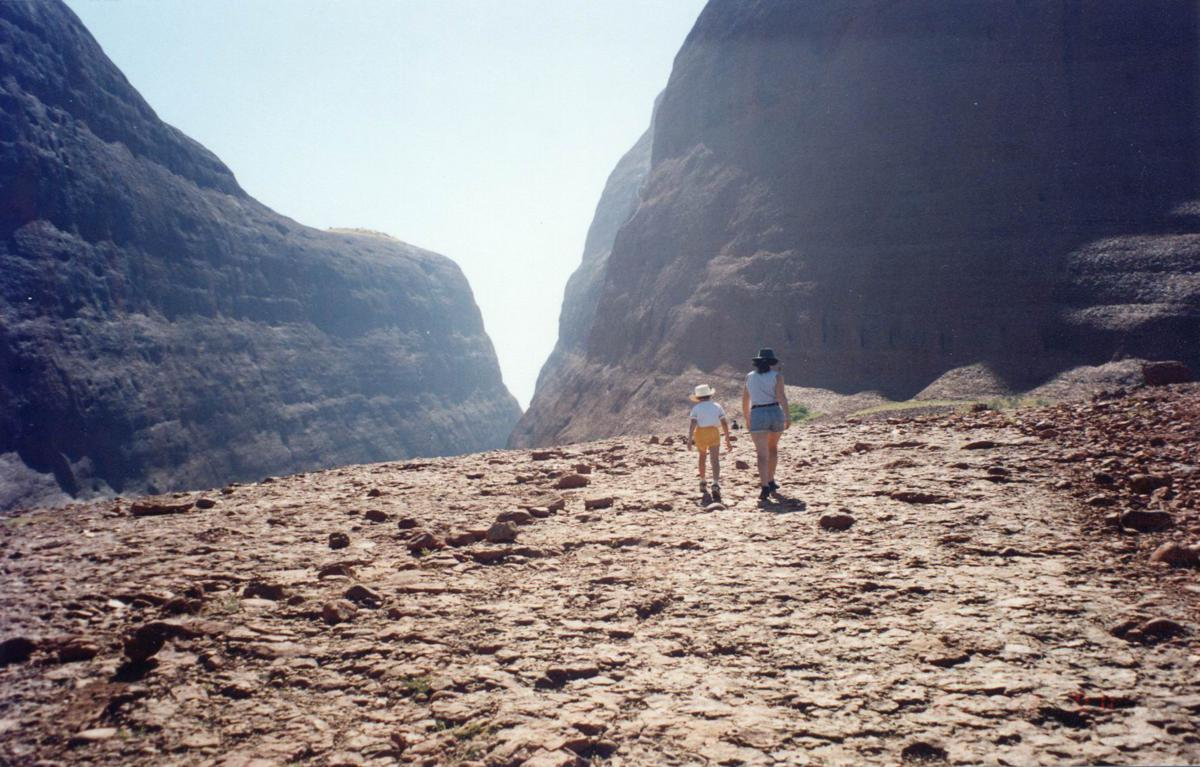
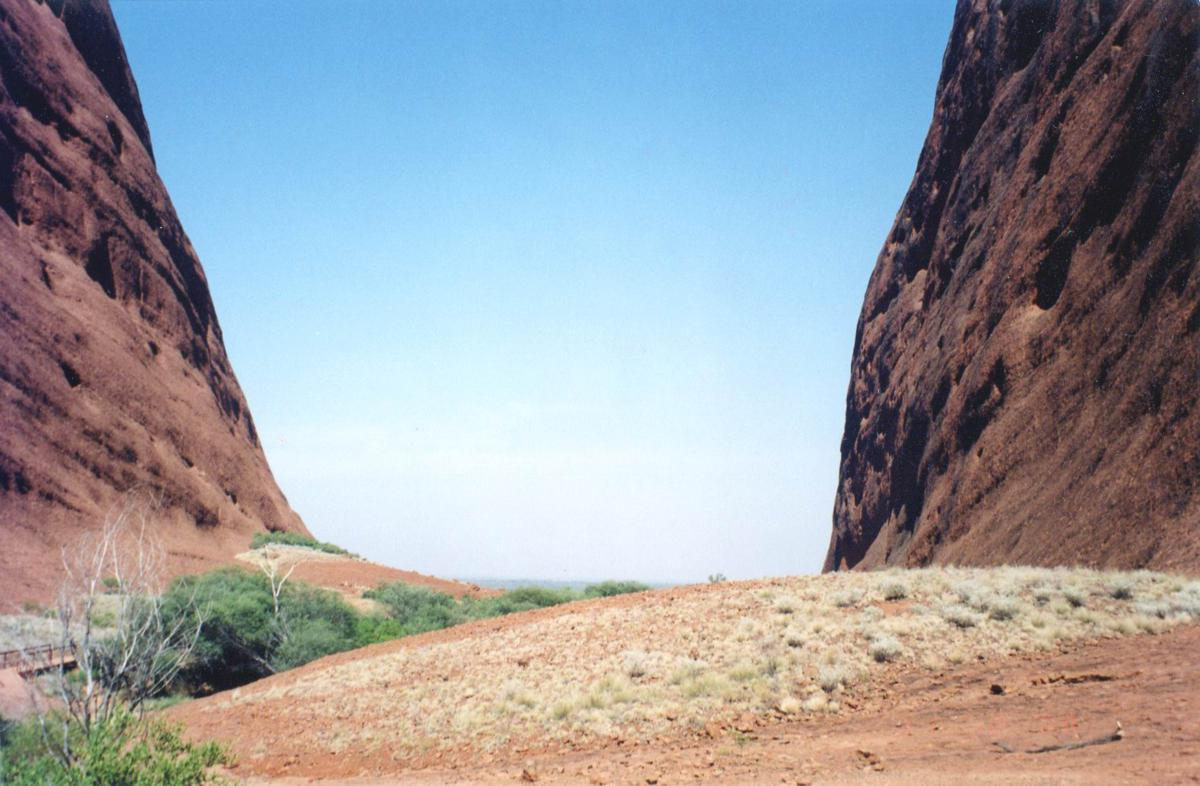

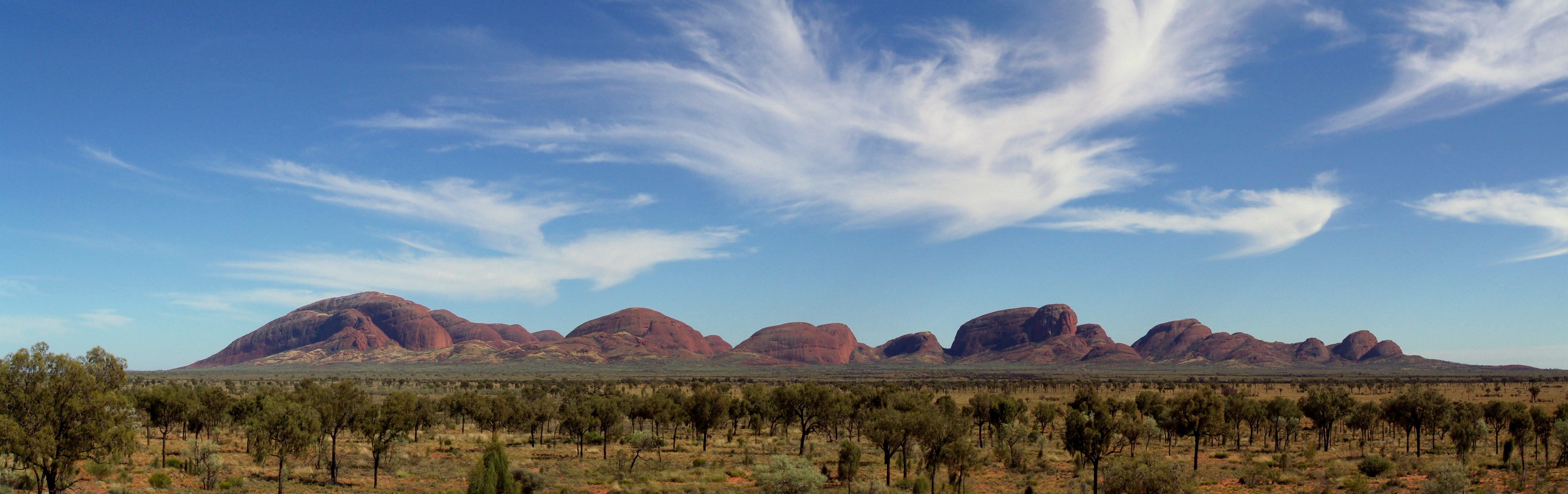
Панорама скальных образований.

Это место является очень важной частью совершения тайных церемоний мужчинами различных племён. Поэтому доступ к знаниям о религиозной стороне, связанной с Ката Тьюта ограничен, так же, как и доступ в определенные районы скалы.
Женщины-анангу иногда могут ходить рядом со скалой, собирать растения и мелких животных в то время, когда там не происходят какие-либо церемонии, но и им запрещено входить в те зоны, которые традиционно используются мужчинами.
Поскольку информацией о Ката Тьюта владеет ограниченное число посвященных в тайну мужчин, связанные с этой горой сказания, предания и истории, по большей части, неизвестны. Большинство древних устных историй аборигены не рассказывают, так как они «слишком священные».
Национальный парк Улуру — Ката-Тьюта
Основан в 1958 году как «Национальный парк Айерс-Рок — Маунт-Олга» на площади в 1326 квадратных километров, переименован в 1993 году в «Национальный парк Улуру — Ката Тьюта».